# بالامرزناک
بالامرزناک، روستایی است از توابع بخش گتاب شهرستان بابل در استان مازندران ایران.

## جمعیت
این روستا در دهستان گتاب جنوبی قرار دارد و براساس سرشماری مرکز آمار ایران در سال ۱۳۹۵، جمعیت آن ۱۰۵۲ نفر (۳۳۸خانوار) بوده‌است.

## جغرافیا
این روستا در فاصله ۲۰ کیلومتری از شهر بابل و در ارتفاع ۱۰۰ متر از سطح دریا قرار دارد.
مساحت روستا، ۴ کیلومتر مربع است و دارای چشم انداز و ویوی عالی می باشد.